# Shiori Koseki
Pour les articles homonymes, voir Koseki (homonymie).
Shiori Koseki (小関 しおり, Koseki Shiori, 30 juin 1972 -) est une joueuse de softball japonaise. Durant les Jeux olympiques d'été de 2000, elle remporta la médaille d'argent avec l'équipe japonaise de softball.